# Sân bay East London
Sân bay East London (IATA: ELS, ICAO: FAEL) là một sân bay ở East London, Nam Phi.
Sân bay này mỗi ngày phục vụ từ 20-30 chuyến bay, năm 2004 đã phục vụ 422.672 lượt khách (tăng 11,5% so với năm 2003).
Sân bay ở đây bắt đầu từ năm 1927, nằm ở phía tây thành phố. Năm 1944, một sân bay mới đã được xây ở Collondale, khoảng 2 km về phía tây của nhà ga sân bay hiện nay.
Năm 1965, sân bay lại dời địa điểm đến khu vực hiện nay, 9 km về phía tây trung tâm thành phố. Nhà ga được xây xong 1966, sân bay được đổi tên theo Ben Schoeman, bộ trưởng giao thông Nam Phi lúc đó.
Sân bay được đổi tên 1994. 

## Hãng hàng không và tuyến bay
- 1Time (Cape Town, Durban, Johannesburg)
- South African Airways (Cape Town, Johannesburg)
  - South African Airlink (Port Elizabeth)
  - South African Express (Johannesburg, Durban)